# Elioro Paredes
Elioro Paredes (19 giugno 1921 – ...) è stato un calciatore paraguaiano, di ruolo portiere.

## Carriera
Prese parte con la Nazionale paraguaiana ai Mondiali del 1950.